# Johannes Svensson (organist)
Johannes Svensson, född 4 augusti 1775 i Näshults socken, Jönköpings län, död 17 juni 1845 i Växjö, Kronobergs län, var en svenska domkyrkoorganist i Växjö församling och kompositör.
Hans kompositioner finns bevarad på Linköpings bibliotek.

## Biografi
Johannes Svensson föddes 4 augusti 1775 i Näshults socken. 1793 blev han också  domkyrkoorganist i Växjö församling tillsammans med Zacharias Åberg. De delad på domkyrkoorganisttjänsten ända fram till Åbergs död 1822. Svensson var även musiklärare vid Sjögrenska skolan i Växjö. Han avled 17 juni 1845 i Växjö.

### Familj
Svensson gifte sig med Sara Ulrica Gram (född 1781). De fick tillsammans barnen Elisabeth Charlotta (född 1805), Catarina Fredrika Carolina (född 1811), Juliana Maria (född 1816) och Erik Gustaf Samuel (född 1821).